# Midnight Run (Lied)
Midnight Run ist ein Lied des britischen Rappers Example aus seinem dritten Studioalbum Playing in the Shadows.  Es wurde erstmals am 4. Dezember 2011 gemeinsam mit fünf Remixen auf iTunes veröffentlicht. Produziert wurde der Song von Feed Me. Remixe wurden von Flux Pavilion, Wilkinson, Sheldrake, Funkagenda und Wideboys angefertigt.

## Musikvideo
Das offizielle Musikvideo zu Midnight Run wurde erstmals am 21. Oktober 2011 auf YouTube veröffentlicht, vorab erschien der Remix von Flux Pavilion bereits am 9. Oktober des Jahres als Vorschau.
Zu Anfang des Videos sieht man Example in einer Badewanne. Er taucht unter, stellt sich allerdings vor, neben einer Insel aufzutauchen. Er fährt mit einem Auto über die Insel zu einem Haus, in dem eine Frau steht. Er betritt es und geht auf die Frau zu. Daraufhin taucht er wieder aus seiner Badewanne auf. Die Kamera fährt ins Waschbecken, Example taucht erneut vor der Insel auf. Die Szene wiederholt sich, hinter seinem Auto sieht er jedoch ein Motorrad fahren. Die Frau sitzt im Auto und spricht zu ihm. Auf dem Beifahrersitz erscheint auf einmal ein anderer Mann. Er taucht erneut in der Badewanne auf und unter. In seinem Kopf werden verschiedene Szenen gezeigt. Am Ende des Videos sieht man über dem Haus ein Polarlicht. Der Clip wurde auf Island gedreht. Regisseur des Videos war Adam Powell.

## Rezeption

### Charts
Die Single wurde mäßig erfolgreich, so erreichte man nur Platz 91 in Australien, Platz 30 der britischen Top 75 und jeweils Platz sechs der UK Indie und der UK Dance-Charts.

### Kritik
Amy Jo McLellan von gettothefront.co.uk meinte, dass Example sich nicht schämen sollte, Popmusik zu machen, weil das der Punkt wäre, an dem sein Talent liegt. Es wurden fünf von zehn möglichen Sternen vergeben. Jayde Samuel von music-news.com hielt den Track für einen „Ohrwurm“ und erklärte, dass der Rap-Part nach zwei Minuten und 55 Sekunden das Lied auf seinen Höhepunkt bringe. Er vergab vier von fünf möglichen Sternen.